# Gerhard Kahl
Gerhard Kahl (* 7. Jänner 1957 in Wien) ist ein österreichischer Physiker. Er ist seit 1997 außerordentlicher Universitätsprofessor am Institut für Theoretische Physik der Technischen Universität Wien im Forschungsbereich Physik weicher Materie. Er hat 2004 den  Kardinal-Innitzer-Förderungspreis bekommen und 2003/2004 war er der Präsident der Österreichischen Chemisch Physikalischen Gesellschaft. Außerdem unterrichtet er Mathematik am Bundesgymnasium Klosterneuburg.

## Leben
Nach seiner Matura 1975 studierte er Technische Physik an der Technischen Universität Wien. Unter der Betreuung von J. Hafner schloss er 1983 sein Doktoratsstudium über „On the Structure of Simple Liquids“ an der Technischen Universität ab. 1988 habilitierte er im Forschungsgebiet „Condensed Matter Theory“.
Er veröffentlichte über 150 peer-reviewte Artikel in wissenschaftlichen Journalen.
Zusammen mit seiner Frau Andrea Kahl hat er zwei Söhne.

## Auszeichnungen
- 1984: PhD „summa cum laude“
- 1984–1986: 2 × Ludwig-Wittgenstein-Stipendium von der Österreichischen Forschungsgemeinschaft für junge Wissenschaftler
- 1986: „Erich Schmid“-Preis von der österreichischen Akademie der Wissenschaften (14. Mai 1986)
- 1986: „Erwin Schrödinger“-Stipendium des Fonds zur Förderung der wissenschaftlichen Forschung (FWF)
- 1994: Kardinal-Innitzer Förderungspreis (15. Dezember 1994)

## Schriften
- J Hafner and G Kahl: The structure of the elements in the liquid state. In: Journal of Physics F: Metal Physics. Band 14, Nr. 10. IOP Publishing, Oktober 1984, S. 2259, doi:10.1088/0305-4608/14/10/006.
- R. Roth, R. Evans, A. Lang, G. Kahl: Fundamental measure theory for hard-sphere mixtures revisited: the White Bear version. In: Journal of Physics: Condensed Matter. Band 14, Nr. 46. IOP Publishing, November 2002, S. 12063, doi:10.1088/0953-8984/14/46/313 (iop.org).
- Bianca M. Mladek, Dieter Gottwald, Gerhard Kahl, Martin Neumann, Christos N. Likos,: Formation of polymorphic cluster phases for a class of models of purely repulsive soft spheres. In: Physical Review Letters. Band 96, Nr. 4. American Physical Society, Januar 2006, S. 045701, doi:10.1103/PhysRevLett.96.045701 (aps.org).
- Christos N. Likos, Bianca M. Mladek, Dieter Gottwald, Gerhard Kahl,: Why do ultrasoft repulsive particles cluster and crystallize? Analytical results from density-functional theory. In: The Journal of Chemical Physics. Band 126, Nr. 22. AIP, Juni 2007, S. 224502, doi:10.1063/1.2738064.
- Bianchi, Emanuela and Likos, Christos N and Kahl, Gerhard: Self-assembly of heterogeneously charged particles under confinement. In: ACS nano. Band 7, Nr. 5. ACS Publications, Mai 2013, S. 4657–4667, doi:10.1021/nn401487m, PMID 23627740.